# 钢铁是怎样炼成的
《钢铁是怎样炼成的》（羅馬化：Kak zakalyalas stal）是苏联作家尼古拉·奥斯特洛夫斯基於1930年至1934年寫成的「社会主义现实主义」半自传体长篇小说，全书详细记叙了保尔·柯察金于20世纪初期的成長歷程。

## 创作背景
本书作者奥斯特洛夫斯基曾为苏联红军骑兵服役。他在1920年秋波苏战争的戰鬥中身負重傷，23歲時全身癱瘓，24歲時雙目失明、脊椎硬化。但其毅力驚人，凭着請人纪录口述的办法，寫出了這部基于本人经历改编的小說。
小说写成后曾被出版社多次退稿。后经朋友们的努力，该小说在《青年近卫军》杂志上分11期于1932年至1934年连载发表。该小说虽受到文学评论界的冷遇，但却赢得广大苏联读者的追捧。1935年，马克·科利佐夫在《真理报》上发表介绍奥斯特洛夫斯基的报道，造成全国轰动。同年10月，奥斯特洛夫斯基被授予苏联最高荣誉列宁勋章。1935年至1936年，该小说被翻译成各语言，累计重印、重版了五十次。

## 故事梗概

### 第一部
主人公保爾·柯察金出生于邻近波兰的乌克兰小镇舍佩托夫卡。他家境贫苦，有一个虔信东正教的母亲玛丽亚·雅科夫列夫娜和在当地铁路机车工厂做头等钳工的哥哥阿尔焦姆·柯察金。
12岁时，保尔因质疑《圣经》上对地球寿命的说法，所以受到瓦西里神甫的体罚。此后，受尽折磨的保尔由于朝神甫的复活节面点上撒烟末而被学校开除，只得在火车站食堂做小工。
保尔在14岁时，曾因疲劳过度，在岗位上睡觉而引发锅炉溢水的事故。事后保尔遭到工头殴打，而阿尔焦姆为替弟弟报仇反揍工头，结果被宪兵队关押6天。1917年，保尔在哥哥的帮助下，转到发电厂工作。
1918年俄國内战期间，苏联红军进入保尔所在小镇，然后因德军入侵而撤退。波罗的海舰队水兵朱赫来受命留在保尔的发电厂进行地下工作。朱赫来很快就同阿尔焦姆结为朋友，他也教会了保尔许多知识。保尔还从隔壁的德军中尉那边窃取一支手枪。
在此期间，保尔因钓鱼时同林务官的女儿--冬妮娅结识。由于保尔击退了讨好冬妮娅的纨绔子弟维克多等人对他的攻击，冬妮娅开始喜欢上了保尔，然后他们多次约会，很快就成为一对恋人。
1919年，乌克兰最高领导人西蒙·彼得留拉的部队占领了保尔的小镇，并对布尔什维克展开清算。有一天，保尔同冬妮娅约完会后，偶然发现朱赫来被彼得留拉的士兵押送，于是他扑倒士兵，救下朱赫来。但由于维克多的告发，保尔被送入囚牢。一次偶然的机会，彼得留拉视察保尔的小镇，而捷涅克上校为了避免被彼得留拉问责，竟然将保尔在内的一大批犯人通通放走。保尔出狱后为避免出事而避居冬妮娅家，随后便乘火车逃到卡扎金，并加红军科托夫斯基骑兵旅。
1920年时，保尔已经是一位优秀的侦察兵及共青团员。他在布琼尼的骑兵第1集团军指挥下同波兰陆军作战。保尔的老友谢廖沙当上了家乡共青团的区委书记，并同保尔的上级丽达热恋。一次，谢廖沙曾看到了冬妮娅和腐化的红军军官丘扎宁在一起。苏波战争后谢廖沙也加入了红军，并和保尔在战场上重逢，但不久，谢廖沙就牺牲了。保尔在一次战斗中头部负伤，右眼失明。蘇波戰爭結束后，保尔退伍。
回乡之后，保尔身为省团委委员，积极参加共青团活动，且试图培养冬妮娅为共青团员。但由于冬妮娅穿衣花里胡哨，被团委里的工人视为资产阶级分子，再加上两人之间的思想差异巨大，最终保尔主动向冬妮娅分手。
后来，保尔由于反对列宁的新经济政策，支持工人反对派而被区团委开除。后来在朱赫来的教育下，保尔认清了形势，重新回到社会主义建设中。

### 第二部
1921年，保尔成了共青团区委书记，同谢廖沙前女友丽达暗生情愫。然而由于保尔见丽达和她的哥哥关系亲密，误以为丽达有了男友，便毅然斩断情丝。
烏克蘭人民共和國的残余势力准备在舍佩托夫卡暴动，但在朱赫来的指挥下，该暴乱被平定，瓦西里神甫等烏克蘭民族主義者被捕。
受收买的铁路林业委员会领导故意令伐木工人在远离铁路的地方伐木，造成城内没有木材作燃料过冬。保尔等青年在恶劣的寒冷环境下。使用简陋工具铺设出一条到木材厂的临时铁道。可这条铁道不时受到乌克兰民族主义者袭扰，而他们还要争取在年底前完成工程。一天，一辆缺燃料的火车经过，工程队同意给火车木材，但要求所有男乘客帮助铲雪。保尔看到了一个工程师拒绝劳动，他惊讶的发现他的妻子就是冬妮娅。冬妮娅挖苦衣衫褴褛的保尔“生活凄惨”，而保尔则怒斥她“酸臭”“浑身已经发出卫生球的味道”。
丽达一直关心着保尔，还为他送去皮衣。然而艰苦的环境和繁重的工作终于压垮了保尔。他得了肠伤寒，并发大叶性肺炎。保尔被误传死讯。丽达悲痛欲绝，调到乌克兰团中央工作。
保尔病愈后回到舍佩托夫卡当团委委员。然而他在一次抢救木材的行动时再次因劳累过度生病。病愈后，保尔转到地方武装部门作共青团工作。同时，也同托洛茨基派作斗争。
保尔在莫斯科大剧院参加全俄共青团代表大会时，与同为乌克兰代表团成员的丽达重逢。然而丽达早已已结婚生女，两人没有再续前缘。
两年后，保尔因健康原因在索契疗养。在一次车祸中保尔腿受伤，不久由于旧伤復發从而变成全身瘫痪的盲人。他一度因为身体残废想过自杀，但最终放弃了该想法。他在母亲家中养病，并结识了邻居达雅。保尔帮助达雅解决了家庭问题，并和她结婚。迁居莫斯科后，他打算通过写作一部战争小说《暴风雨所诞生的》以重返革命道路，但书稿却在寄送途中丢失。最终，永不言弃的保尔在重新写完小说后向出版社寄件。当保尔获悉列宁格勒区委向他发送“备受赞誉，即将出版”的信息时，他欣喜若狂，憧憬着未来的生活......

## 经典语录
“人最宝贵的是生命。生命每个人只有一次。人的一生应当这样度过：当回忆往事的时候，他不会因为虚度年华而悔恨，也不会因为碌碌无为而羞愧；在临死的时候，他能够说，‘我的整个生命和全部精力，都已经献给了世界上最壮丽的事业——为人类的解放而斗争。’人应当赶紧地、充分地生活，因为意外的疾病或悲惨的事故随时都可以突然结束他的生命。”——保爾·柯察金

## 改编影视
这部小说曾经多次被拍摄成电影、电视剧。
- 1942年苏联根据《钢铁是怎样炼成的》第一部拍摄了电影《钢铁是怎样炼成的》。
- 1957年苏联根据《钢铁是怎样炼成的》第二部拍摄了电影《保尔·柯察金》。
- 1999年时，中国大陆由原著改编了一部同名的电视剧《钢铁是怎样炼成的》，剧中使用了多名乌克兰演员并用中文配音。这是第一部改编自苏联文学的中国电视剧。2000年播映受到好评。编剧为梁晓声等。总导演是韩刚。该剧获得第18届“中国电视金鹰奖”和第20届中国电视剧“飞天奖”最佳长篇奖。

## 評價
《钢铁是怎样炼成的》是共产主义国家最著名的革命小说之一。蘇聯作家法捷耶夫曾高度評價這部作品：「整個蘇聯文學中暫時還沒有如此純潔感人，如此富有生命力的形象」，肖洛霍夫說它是「生活的教科書」。但在一些西方學者眼中它只是「斯大林的宣傳機構炮製的神話」，馬克·斯洛寧說它「文筆平淡，結構鬆散」，列·費·葉爾紹夫說它「簡潔明快，幾乎只用動詞」。
自1980年代中期，《钢铁是怎样炼成的》逐渐為蘇聯人所淡忘。1997年莫斯科大学出版社出版了八辑的“名著重读”系列，其中没有收录《钢铁是怎样炼成的》。同时，也有人呼吁不要丢掉保尔·柯察金这样的英雄。俄罗斯《真理报》1997年6月17日《保尔·柯察金和洛丽达》一文中说“……劳动人民的子弟们应当知道他们的祖辈、父辈在沙皇时代是怎样生活的，他们怎样为革命、自由而战斗，怎样进行了劳动人民的革命，怎样在自己的国家裡建立了社会公正的制度，怎样打败了法西斯!……因此，无论如何，不应当把《钢铁是怎样炼成的》、《青年近卫军》、《真正的人》这些作品从现有读物中删掉……。”
在中国，本书的中译者之一黄树南认为，尽管《钢铁是怎样炼成的》中的描写存在因时代造成的偏颇，并不是完美无缺，但是如果了解创作的时代背景就就不难理解。它塑造的保尔·柯察金形象成为了各地进步青年学习的榜样，保尔精神也早已超越时代的界限。

## 影响

### 俄罗斯
1965年，莫斯科的一条大街被命名为保尔·柯察金大街，是莫斯科唯一一个以小说人物命名的大街。其他城市如基洛夫、下诺夫哥罗德、奥廖尔、新西伯利亚、索契以及哈萨克斯坦阿拉木图也有柯察金大街。

### 中国大陸
1942年梅益将《鋼鐵是怎樣煉成的》根据英译版翻译成中文，之後從1952年至1995年的44年間，一共印刷出版57次，發行250萬冊。国防大学教授徐焰少将说，保尔柯察金的形象在中国大地上造成的影响，从某种意义上讲超过了在他的故乡苏联，奥斯特洛夫斯基的名言也被许多中国人铭记。由于此书被统编初中语文教材列为推荐名著，且属于中国大陆语文中考的考察内容；所以直至今日，该书在中国大陆的年轻一代中仍有相当的影响力。
此书在中国大陸始終廣受好評，但近年来也有人对它对社会的影响提出负面看法，如南京大学《当代外国文学》主编余一中在《俄罗斯文艺》1998年第二期发表〈《鋼鐵是怎樣煉成的》是一本好书吗？〉，声称《钢铁是怎样炼成的》对读者来说“就像受钴60的照射，使昆虫丧失生育能力一样能使读者失去独立思考，丧失正常恋爱、交友、与友人相处和做有益工作的能力”；“我们的译者、出版者不要再制造、贩卖裹着糖衣、使人心灵失常的毒药了。”而任光宣认为这本小说及其作者都是斯大林的产物，为当前社会所不需。

### 乌克兰
乌克兰第聂伯罗原来也有柯察金大街，2016年去共产主义运动中被改名。

## 外部連結
维基共享资源上的相關多媒體資源：钢铁是怎样炼成的
- ISBN 0-7147-0585-3
- How the Steel Was Tempered, English translation: Part 1 （页面存档备份，存于）, Part 2 （页面存档备份，存于）
- Елена Толстая-Сегал, К литературному фону книги : 'Как закалялась сталь', Cahiers du Monde Russe  Année 1981  22-4  pp. 375-399
- Лев Аннинский, Обрученные с идеей (О повести 'Как закалялась сталь' Николая Островского) （页面存档备份，存于）,
- Раиса Островская, Николай Островский, серия ЖЗЛ, Молодая гвардия, 1984
- Евгений Бузни, Литературное досье Николая Островского
- Тамара Андронова, Слишком мало осталось жить... Николай Островский. Биография. – М.: Государственный музей – Гуманитарный центр «Преодоление» имени Н.А. Островского, 2014. （页面存档备份，存于）